# Стрељаштво на Летњим олимпијским играма 1896 — пиштољ слободног избора за мушкарце
Дисцилина гађања пиштољем слободног избора са раздаљине од 30 метара била је једна од пет дисциплина у стрељаштву на Олимпијским играма 1896. у Атини.
Такмичење је одржано 11. априла. Пријављено је било 6 такмичара из 3 земље. После победе у дисциплини војнички пиштољ Џон Пејн је одустао, тако да је остало 5 такмичара. Сваки такмичар је пуцао пет серија по 6 метака.

## Земље учеснице
- Данска (1)
- Грчка {3}
- САД (1)

## Освајачи медаља
| Самнер Пејн САД | Холгер Нилсен Данска | Јоанис Франгудис Грчка |

## Резултати
| Место | Стрелац                | Резултат  | Хитаца    | 1         | 2         | 3         | 4         | 5         |
| ----- | ---------------------- | --------- | --------- | --------- | --------- | --------- | --------- | --------- |
|       | Самнер Пејн САД        | 442       | 24        | 76        | 64        | 80        | 120       | 102       |
|       | Холгер Нилсен Данска   | 285       | непознато | 12        | 85        | 62        | 24        | 100       |
|       | Јоанис Франгудис Грчка | непознато | непознато | непознато | непознато | непознато | непознато | непознато |
| 4.    | Леонидас Моракис Грчка | непознато | непознато | непознато | непознато | непознато | непознато | непознато |
| 5.    | Јоргос Орфанидис Грчка | непознато | непознато | непознато | непознато | непознато | непознато | непознато |